# Philippe Aghion
Philippe Mario Aghion (Parijs, 17 augustus 1956) is een Frans econoom.

## Levensloop
Zijn vader was Raymond Aghion (Alexandrië, 1921 - Parijs, 2009), militant communist en later uitbater van een kunstgalerij. Zijn moeder was Gaby Aghion, styliste en producente van confectiekleding in het door haar gestichte modehuis Chloé.
Hij studeerde aan de École normale supérieure Paris-Saclay. Hij promoveerde tot doctor in de mathematische economie aan de Universiteit Parijs I Panthéon-Sorbonne, en tot doctor in de economie aan de Harvard University.
Hij doceerde economie aan de Harvarduniversiteit, aan het Massachusetts Institute of Technology (MIT) en aan de Universiteit van Oxford. Vanaf 2006 doceerde hij aan de École d'économie de Paris. Vanaf 2015 werd hij titularis van de leerstoel Economie des institutions, de l'innovation et de la croissance bij het Collège de France, en doceerde hij ook aan de London School of Economics. 
Hij heeft vooral gestudeerd en gepubliceerd over macro-economische concepten van innovatie en van groei. Hij heeft zijn zienswijzen onder meer uiteengezet in het werk Changer de modèle, waarvan hij coauteur is. Hij ontwikkelde een theorie van de groei, in het verlengde van de theorieën van Joseph Schumpeter. Voor hem ligt innovatie aan de basis van groei en moet dus worden aangewakkerd. 
Hij heeft activiteit vertoond bij:
- De Conseil d'analyse économique.
- De Commission pour la libération de la croissance française, Commission Attali genaamd, die in 2008 een rapport opstelde over groeimogelijkheden, in opdracht van president Nicolas Sarkozy. Van deze Commissie was Emmanuel Macron adjunct-rapporteur.
- President François Hollande als raadgever.
- Kandidaat-president Emmanuel Macron als raadgever.

In 2012 ondertekende hij de oproep om voor François Hollande te stemmen bij de presidentsverkiezingen. In 2017 riep hij op, samen met veertig andere economen, om voor Emmanuel Macron te stemmen.

## Publicaties
- (samen met Peter Howitt) Endogenous Growth Theory, MIT Press, 1998.
- Handbook of Economic Growth, Elsevier, 2005.
- L’Économie de la croissance, Economica, 2010.
- (samen met Alexandra Roulet) Repenser l'État, Le Seuil, 2011.
- (samen met Gilbert Cette en Elie Cohen) Changer de modèle, Odile Jacob, 2014.
- Repenser la croissance économique, Fayard, 2016

## Rapporten

### Rapport Aghion (2010)
Philippe Aghion leidde een studiegroep van een tiental internationale deskundigen gewijd aan een internationale vergelijking tussen de universiteiten en uitmondde op een voorstel van uitmuntende universiteiten. Harvard University, Massachusetts Institute of Technology (MIT),[Oxford University en Cambridge University werden als model vooropgesteld.

### Rapport Aghion, Pisani-Ferry & Cohen (2006)
Samen met Elie Cohen en Jean Pisani-Ferry schreef hij het rapport Politique économique et croissance en Europe. 
Aghion toonde zich voorstander van de deregulering van de vastgoedmarkt en van de diensten, twee essentiële domeinen voor de relance op Europees niveau van de economische integratie. Wat de financiële markten betreft, hield hij voor dat de economie verder moet gefinancierd worden om de groei op lange termijn in Europa te ondersteunen.

### Rapport over de mondialisering (2007)
- Mondialisation, les atouts de la France, Conseil d'analyse économique. Hij schreef dit rapport samen met Patrick Artus, Elie Cohen en Daniel Cohen.

### Rapport Onderwijs en groei (2004)
- Éducation et croissance, geschreven samen met Elie Cohen, voor de Direction de l'information légale et administrative.

### Rapport over de hefbomen voor economische groei in Frankrijk (2007)
- Les leviers de la croissance française, geschreven voor de Conseil d'analyse économique. Hij schreef dit rapport samen met Elie Cohen, Gilbert Cette en Jean Pisani-Ferry).

## Eerbewijzen
- 2001: Prijs van de Revue française d'économie.
- 2001: Prijs Yrjö Jahnsson van de European Economic Association.
- 2006: Zilveren medaille van het CNRS.

## Liens externes
- Video met Philippe Aghion, La Vie des idées, 15 september 2010
- Philippe Aghion op newclimateeconomy.net

- Bibsys: 98067527
- Bibliothèque nationale de France: cb12252600z (data)
- Catàleg d'autoritats de noms i títols de Catalunya: 981058513206606706
- CiNii: DA06263330
- Gemeinsame Normdatei: 124546706
- International Standard Name Identifier: 0000 0001 2102 8094
- Library of Congress Control Number: n88043542
- Mathematics Genealogy Project: 207268
- Bibliotheek van het Japanse parlement: 032530932
- Nationale Bibliotheek van Tsjechië: vse2006378965
- Nationale bibliotheek van Australië: 47753655
- Nationale Bibliotheek van Israël: 987007604660605171
- Nationale en Universitaire bibliotheek Zagreb: 000338848
- Nederlandse Thesaurus van Auteursnamen: 07478451X
- ORCID: 0000-0002-9019-1677
- Istituto Centrale per il Catalogo Unico: TO0V154432
- Système universitaire de documentation: 031279988
- Trove: 1479739
- Virtual International Authority File: 85285923
- WorldCat: E39PBJyGQVQ77Hr7PxBVfQV3cP